# Psilocybe
Psilocybe es un género de hongos de la familia Hymenogastraceae. Se han identificado alrededor de 350 especies y se encuentran distribuidas en todos los continentes excepto Antártida. Se estima que al menos 116 especies del género son hongos psilocibios.

## Taxonomía

### Historia taxonómica
El género Psilocybe fue descrito por el botánico alemán Paul Kummer y publicado en Der Führer in die Pilzkunde 21 en 1871.Psilocybe se colocó taxonómicamente en la familia de las agáricas Strophariaceae en función de su morfología de esporas y pileipellis.
Un estudio de 2002 sobre la filogenia molecular de los agáricos indicó que el género Psilocybe, tal como se definió entonces, era polifilético y se clasificaba en dos clados distintos que no están directamente relacionados entre sí. Las especies alucinógenas que se tiñen de azul constituían un clado y las especies que no se tiñen de azul, el otro. La especie tipo anterior del género, Psilocybe montana (ahora Deconica montana), estaba en el clado no azulado, pero en 2010 la especie tipo se cambió a P. semilanceata, un miembro del clado azulado. Un estudio filogenético molecular de 2006 de los Agaricales realizado por Matheny y sus colegas demostró además la separación de los clados azulados y no azulados de Psilocybe en un árbol filogenético de los Agaricales más grande y fuertemente sustentado.
A partir del estudio filogenético realizado por Matheny et al. en 2006 y publicado en 2017 se colocó a las especies de Psilocybe no azuladas y a sus parientes cercanos en una posición basal dentro de Strophariaceae, un taxón hermano de un clado que contiene a los otros géneros dentro de esa familia. Las especies de Psilocybe azuladas, sin embargo, forman un clado que es hermano de Galerina en la familia recientemente revisada, Hymenogastraceae, que solía estar restringida a las falsas trufas secas. El estudio filogenético de Moncalvo et al. confirmó que el género agárico Melanotus es simplemente un subgrupo del Psilocybe no azulado, todos los cuales están ubicados ahora en Deconica, y también señaló una estrecha relación entre este último género y los géneros Kuehneromyces y Phaeogalera (ambos dentro de la familia Strophariaceae).
Etimología
El nombre genérico Psilocybe fue acuñado Kummer y deriva de dos palabras griegas:  ψιλός psilos («desnudo», «calvo») y κύβη kubē («cabeza»), en referencia a la delgada piel que se suelta del píleo.

## Importancia económica y cultural
Se han encontrado cuatro alcaloides triptamínicos en los basidiocarpos de muchas de las especies del género: psilocibina, psilocina, baeocistina y norbeocistina.